# Grzegorz Mądry
Grzegorz Mądry (ur. 6 sierpnia 1954 w Zielonej Górze) – polski lekkoatleta, sprinter, halowy mistrz Polski, medalista halowych mistrzostw Europy i mistrzostw Polski seniorów na otwartym stadionie.

## Kariera sportowa
Był zawodnikiem MKS AZS Warszawa, następnie SZS AZS Warszawa.
Jego największym sukcesem na arenie międzynarodowej był brązowy medal halowych mistrzostw Europy w 1976 w biegu na 400 metrów, z czasem 48,46. Reprezentował Polskę na mistrzostwach Europy juniorów w 1973, odpadł w półfinale biegu na 100 metrów, z wynikiem 10,70, w biegu na 200 metrów zajął 5. miejsce, z czasem 21,47, w sztafecie 4 × 100 metrów wywalczył 4. miejsce, z czasem 40,75 (w zespole z Januszem Formaniewiczem, Marianem Kusiakiem i Jerzym Wieczorkiem) oraz na mistrzostwach Europy seniorów w 1974, zajmując 5. miejsce, z wynikiem 39,35 (z Andrzejem Świerczyńskim, Markiem Bedyńskim i Zenonem Nowoszem).
Na mistrzostwach Polski na otwartym stadionie zdobył dwa srebrne medale: w 1975 w biegi na 200 metrów i w 1977 w sztafecie 4 × 400 metrów. W 1976 zdobył złoty medal halowych mistrzostw Polski seniorów w biegu na 400 m.
Rekord życiowy na 100 m: 10,55 (16.06.1974), na 200 m: 21,22 (16.06.1974), na 400 m: 47,56 (25.06.1976).